# Фонвизин, Артур Владимирович
Артур Владимирович Фонвизин (30 декабря [11 января] 1883, Рига — 19 августа 1973 года, Москва) — советский живописец-акварелист.

## Биография
Родился 30 декабря 1882 года (11 января 1883 года) в Риге, в семье лесничего немецкого происхождения.
По окончании пятого класса гимназии, в 1901 году поступил на учебу в Московское Училище живописи, ваяния и зодчества. Первое время подписывал свои произведения «фон Визен». Его учителями были К. Н. Горский, В. Н. Бакшеев, Н. А. Клодт.
В училище познакомился с Михаилом Ларионовым, лидером группы молодёжи, готовой «ниспровергать старое искусство». После того, как группа устроила выставку, не разрешённую начальством училища, был исключён из училища вместе с Михаилом Ларионовым и Сергеем Судейкиным.
В 1904 году переехал в Мюнхен, где продолжил обучение в мастерской Геймана и Гарднера.
В 1906 году вернулся в Россию, первое время жил в деревне у родителей.
С 1907 года был заметным участником выставок «Голубая роза» (1907), «Венок—Стефанос» (1907—1908), «Золотое руно» (1908—1909), первой выставки «Бубнового валета» (декабрь 1910 г.), выставок «Союза молодёжи» (1911), «Ослиный хвост» (1912), «Мишень»(1913), вступил в «Мир искусства». Произведения этого периода можно охарактеризовать как символистские, в стиле так называемого «лирического примитива». Самые известные работы — «Невеста» (1902), «Леда» (1904), «Композиция с фигурой Христа» (1904).
После начала первой мировой войны переехал в Тамбовскую губернию, много писал с натуры, преподавал живопись. В 1918 году заведовал студией изобразительного искусства Пролеткульта в Тамбове. В 1922 году стал членом творческой организации «Маковец», участвовал в её выставках. В 1923 году преподавал в Нижегородском художественном техникуме. В 1926-27 годах вернулся в Тамбовскую студию изобразительного искусства. В 1927 году вернулся в Москву. В 1928 году вступил в Общество московских художников и Ассоциацию художников революционной России. В это же время перешёл к технике акварели, ставшей его призванием на всю жизнь. В 1929 посетил Ленинград, где зарисовывал виды города, в начале 1930-х путешествовал в Керчь и Асканию-Нова. Другие работы тех лет — иллюстрации к «1001 ночи» (1932), «Немецкой романтической повести» (1936), к сказке Э. Т. А. Гофмана «Крошка Цахес» (1937).

Артур Фонвизин открыл новую акварель. Артур проложил ей путь на столетие вперед. Найдётся ли ещё художник такой поэтики, такой романтики красок, такого трепетного психологизма? На его картинах краски горят, мерцают, переливаются — даже чёрная и белая.— Древин, Александр Давыдович
Первая персональная выставка состоялась в ГМИИ им. Пушкина в 1936 году.
В 1937 году, во время кампании по борьбе с формализмом в искусстве, был причислен прессой к главарям «шайки формалистов» («три Ф»: Фальк, Фаворский, Фонвизин).
С начала сороковых и до смерти основной темой творчества художника становятся портреты театральных актрис в сценических костюмах, рисунки цирковых номеров, зарисовки из дореволюционной жизни, изображения цветов и пейзажи. Отличительной чертой является то, что художник писал сразу красками, без карандашной заготовки.
В 1943 году из-за немецкого происхождения был выслан в Казахстан. Там были начаты циклы «Караганда» и «Извозчики».
С 1958 года по 1960 год художник проживал в деревне Пирогово, писал пейзажи.
Как до войны, так и после, не прекращал выставляться. Его персональные выставки прошли в ВТО (1940), ЦДРИ (1944, 1947), ЦДЛ (1955), в залах МОСХа (1958), в Доме СХ СССР (1969).
Преподавал в МАРХИ.
В 1970 году получил звание заслуженного деятеля искусств РСФСР.
Умер 19 августа 1973 года в Москве. Похоронен на Введенском кладбище (18 уч.).
Картины и акварельные портреты актёров и художников, пейзажи и натюрморты Фонвизина хранятся в Третьяковской галерее, Музее изобразительных искусств имени Пушкина и Русском музее. Множество произведений хранит и периодически выставляет ученица художника Алла Белякова.

## Книги, оформленные А. В. Фонвизиным
1. Евгеньев, Б. Макар с кисточкой. Повесть для детей среднего и старшего возраста / Рис. худож. К. Зефирова и А. Фонвизина. М.: Молодая гвардия, 1929. 70, [2] с., фронт., ил.
2. Введенский, А. Ветер / Рис. А. Фонвизина. Л.: ГИЗ, 1930. 8 с., ил.
3. Толмачева, М.Л. Овечий остров / Обложка и рисунки А. Фонвизина. М.-Л.: Гос. изд-во, 1930. 19 с., [1] с., илл.
4. Сенкевич, Г. Янко-музыкант / Рис. А. Фонвизина; пер. Е.Ю. Шабад. М.: ОГИЗ "Молодая гвардия", 1933. 16 с.: ил.
5. Куприн, А.И. Белый пудель / Рис. А. В. Фонвизина. М.: Детгиз, 1934. 40 с.: ил.
6. Андерсен, Г.-Х. Сказки / Пер. С. Займовского; Ил. А. Фонвизина, Л. Бруни. М.: Детгиз, 1935. 56 с., 4 вкл. л. крас. ил.: ил.
7. Немецкая романтическая повесть / Ст. и коммент. Н. Берковского; худож. оформ. А.В. Фонвизина. В 2 т. Т. 1–2. М.; Л.: Academia, 1935.Т. 1: XLVII, 465, [2] с., [10] л. ил., ил.; Т. 2: 477, [2] с., [10] л. ил., ил.
8. Пушкин, А. С. Стихи / Рис. А. Фонвизина. М.-Л.: Детиздат, 1938. 16 с. ил. — (Маленькая библиотека).
9. Жуковский, В.А. Спящая царевна / Рисунки А. Фонвизина. М.-Л.: Детиздат, 1939. 32 с. ил. — (Маленькая библиотека).
10. Мопассан, Г. де. Рассказы / Рис. А. Фонвизина. М.-Л.: Детиздат, 1939. 48 с.: ил., портр. — (Рассказы иностранных писателей).
11. Фраерман, Р. Дикая собака Динго, или повесть о первой любви. / Рисунки А. Фонвизина. М.-Л.: Детиздат ЦК ВЛКСМ, 1940. 120 с., 8 л. ил.
12. Сказки о храбрецах-удальцах : Сборник русских народных сказок / Составил Л.В. Дьяконов; Рисунки А.В. Фонвизина. М.-Л.: Государственное издательство детской литературы Наркомпроса РСФСР, 1942. 48 с. ил. — (Библиотечка детского сада).
13. Пушкин, А. С. Руслан и Людмила / Ил. А. Фонвизин. М.-Л.: Государственное издательство детской литературы Наркомпроса РСФСР, 1945. 115 с., 11 л. ил.

## Выставки
- 2017 — «Цветение в акварели». Галерея Открытый клуб, Москва.[8]